# Jakub Haupt
Jakub Haupt (22. července 1883 Heroltice u Vyškova, chybně uváděno: Heraltice – 21. února 1962 Tovačov) byl československý politik a meziválečný poslanec Národního shromáždění.

## Biografie
Profesí byl malorolníkem a místopředsedou Domoviny domkářů a malorolníků. Podle údajů z roku 1935 bydlel v Tovačově.
Po parlamentních volbách v roce 1920 byl za Republikánskou stranu zemědělského a malorolnického lidu (agrárníky) zvolen do Národního shromáždění. Mandát ale nabyl až dodatečně roku 1922 jako náhradník poté, co rezignoval poslanec Kuneš Sonntag. Poslanecké křeslo pak obhájil ve všech následujících volbách, tedy v parlamentních volbách v roce 1925, parlamentních volbách v roce 1929 i parlamentních volbách v roce 1935. Poslanecké křeslo si oficiálně podržel do zrušení parlamentu roku 1939, přičemž ještě krátce předtím, v listopadu 1938, přešel do poslaneckého klubu nově utvořené Strany národní jednoty.